# Paper electrònic
|  | No s'ha de confondre amb Paper digital. |

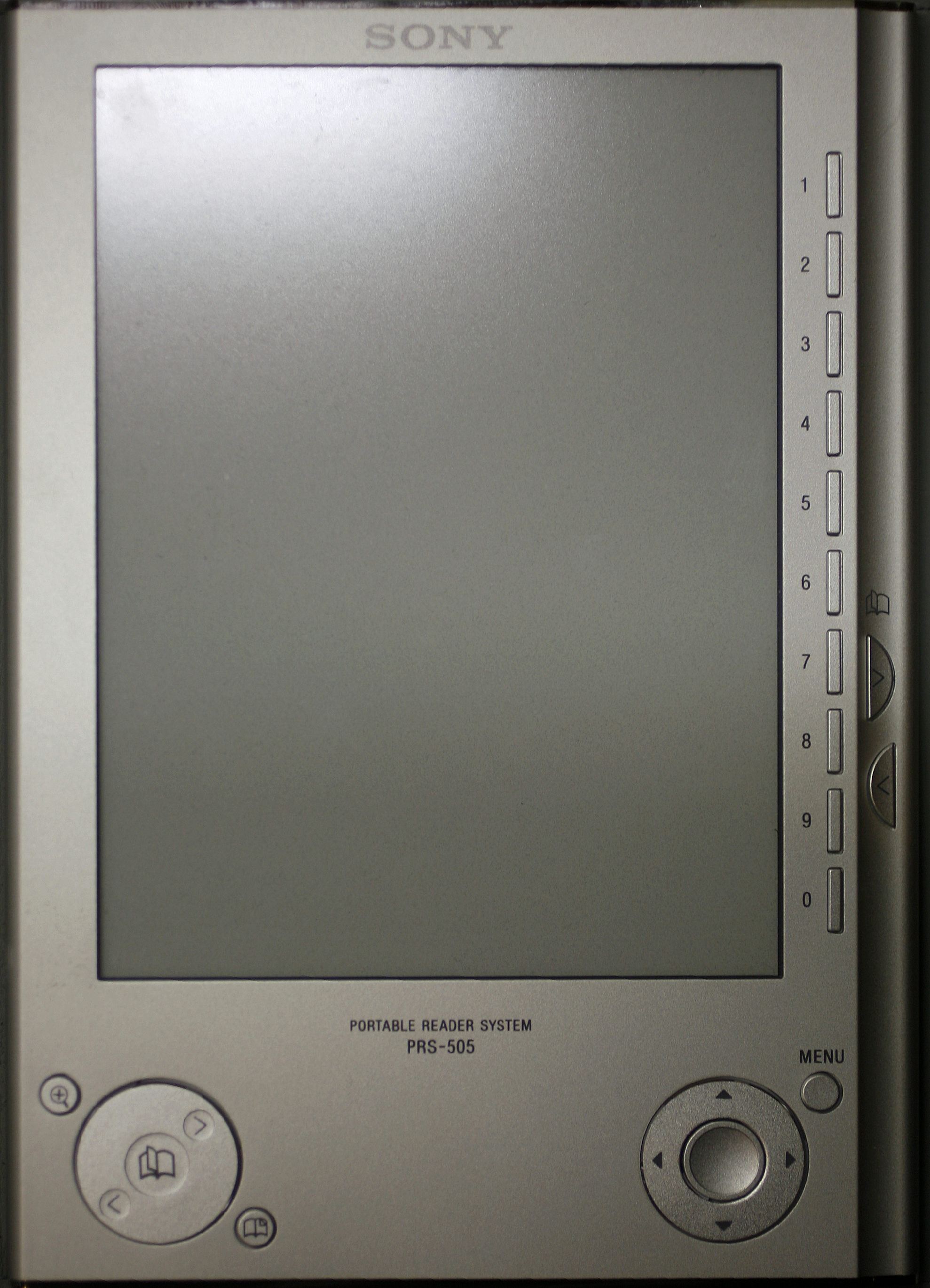
Sony reader PRS-505, model de l'any 2007.

El paper electrònic, també anomenat e-paper, és una pantalla amb la textura, el gruix i la flexibilitat d'un paper corrent. El nou invent reprodueix la informació que té emmagatzemada en un finíssim disc dur amb una qualitat d'imatge superior a la d'una pantalla de cristall líquid, però de moment només en dos colors: blanc-negre, o bé, vermell-blau.
A diferència de la pantalla d'un ordinador o altres dispositius com telèfons mòbils, etc., el paper electrònic no emet llum. Llegir un e-paper produeix la mateixa sensació a la vista que llegir un llibre o una revista de paper. Encara que el paper electrònic ja estigui en el mercat a un preu no tan forassenyat com podríem imaginar (entre 50 i 200 euros el plec de paper), és encara un producte en fase d'experimentació i contínua millora. Avui en dia tan sols s'utilitza en alguns aparells tecnològics com per exemple els lectors de llibres electrònics..

## Història

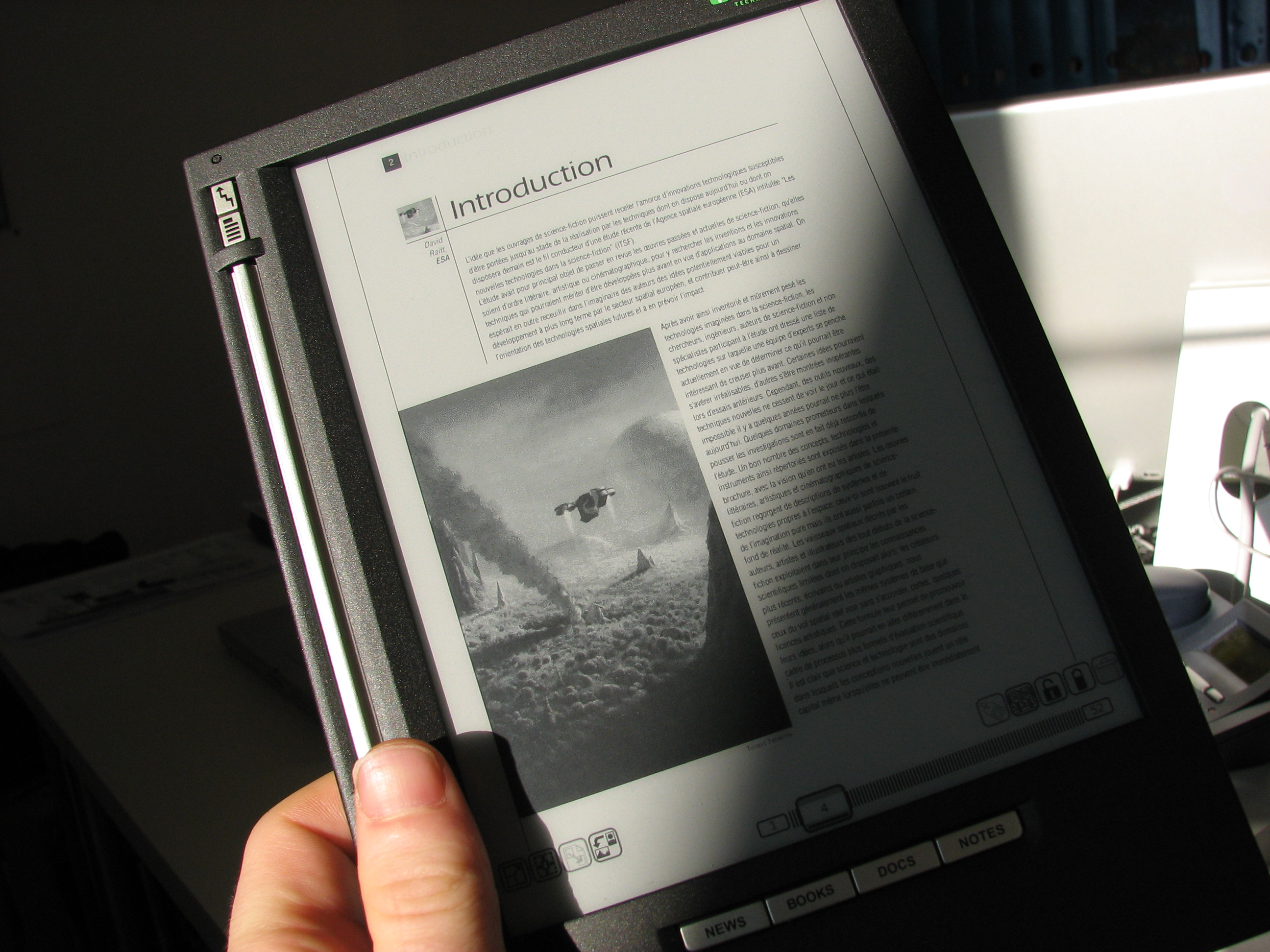
Els lectors de llibres electrònics amb pantalles de tinta electrònica permeten visualitzar correctament el text i les imatges fins i tot sota la llum solar intensa.

El 1975, en el Centre d'Investigació de Xerox, a PARC (Palo Alto Research Center), el científic Nicholas Sheridon va desenvolupar el primer prototip, que va anomenar Gyricon terme provinent del grec: "gyro" i "icon" que signifiquen "imatge que gira". La seva idea consistia a aplicar un camp elèctric a una làmina coberta amb diminutes esferes plàstiques dipolars bicromades, fent-les girar mitjançant els camps magnètics per mostrar un o altre color i així reproduir imatges.
Anys després, el 1990, a l'Institut Tecnològic de Massachusetts dels Estats Units (MIT), junt amb científics provinents de diverses companyies, varen unificar esforços per a desenvolupar un projecte futurista el qual van anomenar "Gyricon", basant-se en la idea original del seu inventor.
També en els anys 90, Joseph Jacobson va inventar un tipus de paper electrònic utilitzant la tecnologia electroforètica. Aquest utilitzava microcàpsules compostes per partícules carregades elèctricament. A través de l'aplicació d'aquesta nova tecnologia de microcàpsules es va aconseguir generar el paper electrònic sobre plàstic flexible. A partir d'aquesta idea va fundar la corporació E-Ink. Les tres entitats mencionades (Corporació E-Ink, companyia Gyricon Media i l'Institut Tecnològic de Massachusetts) són les que han aportat major esforç en el desenvolupament de la tinta electrònica.
La primera aplicació comercial que es va donar al paper electrònic va ser amb fins publicitaris. El 1999, l'empresa E-Ink ja ho comercialitzava en diverses botigues de Massachusetts en forma d'anuncis flexibles de 120 x 180 centímetres i 3 mil·límetres de gruix. El primer establiment on es va incorporar aquesta tecnologia va ser al centre comercial JC Penney de Marlborough (Massachusetts), on es va instal·lar un cartell pel qual anaven passant totes les seves ofertes, i canviaven cada pocs segons sense que ningú esborrés un missatge i escrivís un altre. Només calia un cable que connectés aquest cartell a un ordinador i anar escrivint-hi allà nous anuncis.
Pel que fa a l'eterna promesa del diari sobre suport electrònic, una de les primeres empreses que ha donat a conèixer un prototip de diari electrònic ha estat IBM, una de les companyies que col·laboren en el finançament del projecte del MIT. La seva idea va ser guardonada amb la Medalla d'Or de la Societat de Disseny Industrial dels Estats Units el 1999. Tot i això, el diari electrònic continua essent avui dia un projecte i no una realitat comercialitzada.
A l'abril de 2004, Sony va anunciar el primer paper electrònic disponible per a ser comercialitzat, l'anomenat com a Librié, a la venda únicament al Japó. Inicialment, aquest només permetia llegir textos en un format únic anomenat BBeB (Broad Band eBook), adquirir llibres a la seva tenda exclusiva i una limitació temporal d'ús: entre 60 i 90 dies per poder llegir i utilitzar els textos. Es tractava més d'un sistema de lloguer que de compra.
Dos anys després, la companyia ha creat el Sony Reader, un successor del Librié per al mercat nord-americà. Aquest ofereix una major flexibilitat per a compartir formats al facilitar programes de conversió per passar de documents realitzats en Word, Excel, PowerPoint, PDF, HTML o RSS al de BbeB. També ha abandonat els sistemes de caducitat temporal de lectura dels textos.
El juliol de 2005, Fujitsu va exhibir el seu prototip de paper electrònic, l'anomenat LCD Cholesteric, al Forum Internacional de Tokio. Un altre dispositiu introduït durant l'any 2006 és el producte iLiad, produït per iRex Technologies. Aquest és capaç de renderitzar informació sense restriccions de DRM (Gestió i control dels drets d'autor), que en essència no és més que la implementació tecnològica de la restricció que existia, ja abans d'aparèixer Internet, per realitzar i difondre copies. D'aquesta manera, iLiad promet acabar amb els mercats tancats i limitats als títols del mateix fabricant. A més, aquest nou dispositiu suporta tant text normal com XHTML i PDF.

## Tecnologia
El paper electrònic està format per una làmina de plàstic protectora, un polímer i una malla de microtransmissors elèctrics. El polímer conté l'anomenada tinta electrònica o en anglès "e-ink", que són les partícules esfèriques que reaccionen en resposta a canvis en el camp elèctric al que són sotmeses, canviant el color macroscòpic de la làmina. El principi utilitzat per al moviment de les partícules no és més que la Llei de Coulomb, és a dir, que càrregues oposades s'atrauen i càrregues iguals es repel·leixen.
Les dues tecnologies que han permès elaborar-la són:
- Imatge o esferes giratòries ("Rotating ball"): Tecnologia inicial del prototip "Gyricon".

- Materials electroforètics microencapsulats: Tecnologia actual de "e-Ink".

## Imatge o esferes giratòries (prototip "Gyricon")
És la tècnica pionera en aquest camp i va ser desenvolupada, com hem introduït, per Xerox, que pensa inicialment utilitzar aquesta tecnologia per fabricar paper reutilitzable d'impressió. Es basa en la tecnologia d'esferes giratòries. Es conforma en una prima làmina d'un plàstic (elastòmer), d'un gruix aproximat de 3 mm, i una resolució de pantalla de 400x600 píxels, que permet una qualitat d'imatge superior a la d'una pantalla de cristall líquid.
La tinta electrònica està formada per esferes de polietilè d'entre 20 i 100 micròmetres amb dues meitats de diferent color (s'han construït en blanc-negre i vermell-blau) carregades positiva i negativament formant dipols. Aquestes esferes es troben en microcavitats rodejades d'un oli transparent de baixa viscositat, de forma que poden girar lliurement, sota un camp elèctric.
El camp es genera situant sota les esferes una matriu de microtransmissors, els quals envien a cada esfera el senyal elèctric. Davant un impuls, algunes esferes giren, quedant a la vista l'hemisferi negre, mentre que d'altres no ho fan, presentant així el seu costat blanc.
La suma de petits punts blancs i negres ben ordenats formarà una imatge que desapareixerà quan es produeixi una altra variació del camp elèctric.
La làmina es munta sobre una base que conté un mòdem i un disc dur; el mòdem permet la connexió a un servidor d'informació del que podran obtenir-se revistes, llibres, diaris, o qualsevol document electrònic que necessitem llegir, i el disc dur permet a l'usuari guardar aquestes dades.

## Materials electroforètics microencapsulats (projecte "e-Ink")
La tinta electrònica desenvolupada per E-Ink es basa en l'ús de materials electroforètics microencapsulats, on les microcàpsules estan fixes i el moviment el realitzen les micropartícules contingudes dins seu. El paper electrònic consisteix en milions de microcàpsules de polímer transparent del diàmetre aproximat d'un cabell humà, cadascuna de les quals conté micropartícules de diòxid de titani blanques, fosques i un fluid clar on les partícules estan suspeses.
Les càpsules són molt petites, amb prou feines d'una dècima de mil·límetre. En una polzada es podrien posar 300 en fila, lo que proporciona una resolució de 300 ppp (punts per polzada), que és la que obté aproximadament una impressora comercial, i resulta sis vegades millor que un monitor, que es queda en 75 ppp aproximadament.
Les microcàpsules es col·loquen entre les dues capes d'elèctrodes, essent la capa de l'elèctrode superior transparent. Les partícules blanques tenen càrrega positiva i les negres negativa. A l'aplicar un camp elèctric, les partícules són estimulades: es mouen cap a la part superior o inferior de la microcàpsula buscant la posició de mínima energia. Per consegüent, a l'aplicar una càrrega elèctrica positiva en l'elèctrode inferior, les partícules blanques es repel·leixen i se situen a la part superior formant un píxel blanc visible per l'usuari; en cas contrari, a l'aplicar un camp elèctric negatiu, les partícules blanques s'atrauen col·locant-se en la part inferior de la microcàpsula i, per tant, les fosques ascendeixen formant un píxel negre.
La companyia E-Ink, ha aconseguit oferir paper d'alta resolució i major definició d'imatge desenvolupant el concepte d'orientació de les microcàpsules, el qual radica en la divisió de les microcàpsules en subcàpsules utilitzant una matriu activa de circuits de transistors que controla cada píxel individual.
Cada píxel necessita un circuit, fet de transistors, darrere seu, per connectar-lo. Els transistors han de fabricar-se en un substrat molt prim i flexible. Cada hemisferi de la microcàpsula pot dividir-se en dos, i ambdues parts poden controlar el moviment intern de les micropartícules en aplicar un camp elèctric. Aplicar càrregues oposades a ambdues divisions de l'hemisferi produeix un píxel meitat blanc i meitat negre, equivalent a dos píxels molt menors que el píxel generat per les càrregues del mateix signe.

## Avantatges i inconvenients
Avantatges:

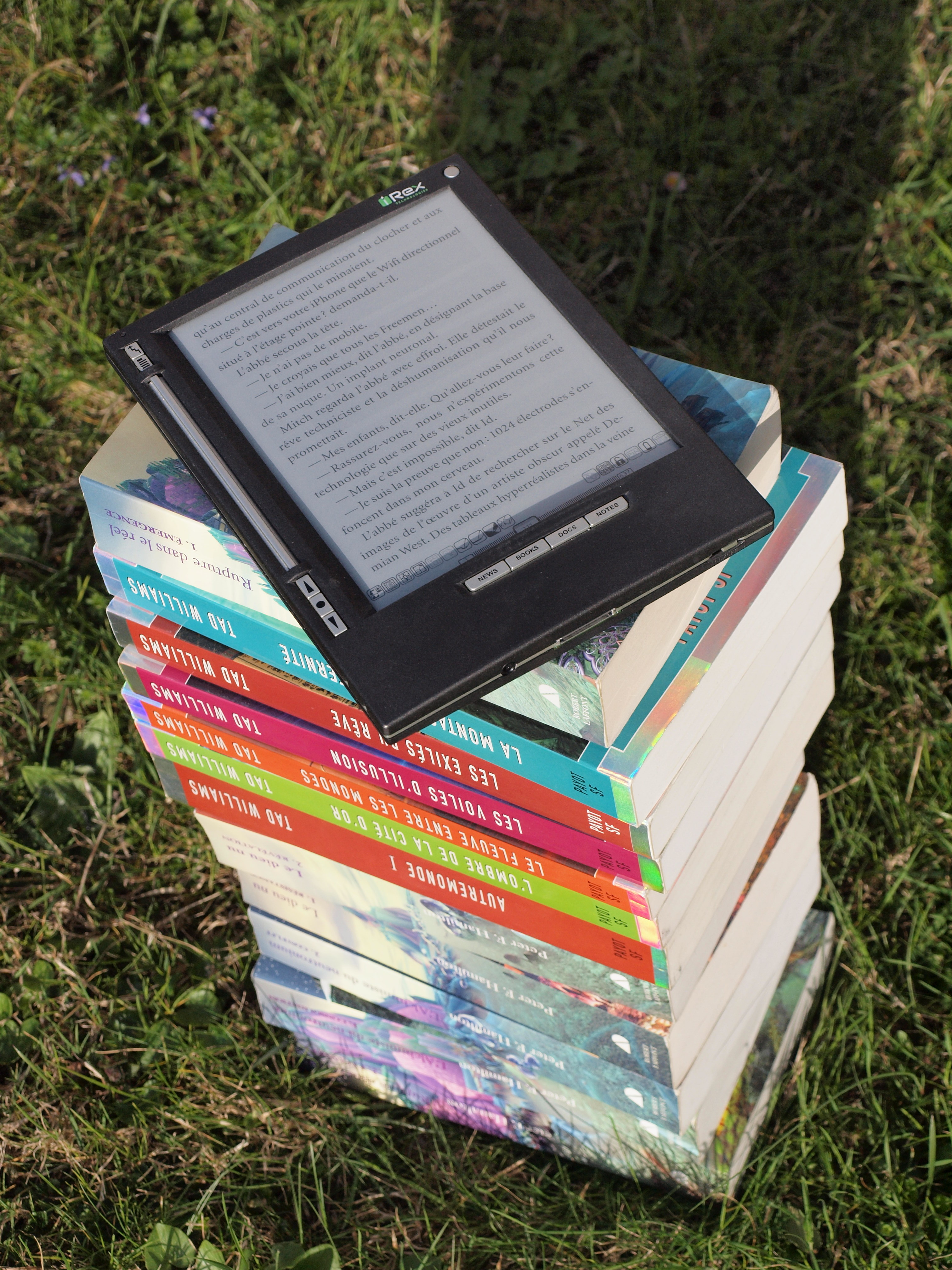
Un dels grans avantatges dels llibres electrònics és que permeten emmagatzemar moltes llibres i informació en un sol lector lleuger i portàtil.

- Permet la lectura en tota mena de condicions lumíniques i des de qualsevol angle, igual que el paper convencional, sense perjudicar la vista com ocorre amb la retroil·luminació de les pantalles d'ordinador.
- Consumeix molta menys energia, ja que la imatge no necessita voltatge per a mantenir el seu estat.
- Les partícules que conté ofereixen una gran resistència a les variacions climàtiques, permetent el seu ús en condicions extremes de pressió i temperatura molt més enllà que les pantalles de cristall líquid convencionals.
- La resolució és superior als 160 ppp, mentre que les pantalles tradicionals LCD i TFT només arriben a resolucions d'uns 72 ppp.
- S'obtenen imatges quatre vegades més brillants que amb un monitor LCD.
- Pot doblegar-se fins a curvatures de 2 cm.
- És lleuger i resistent.
- És ecològic, evita dos grans problemes que afecten al medi ambient com són l'excessiu consum de paper i la contaminació que el plom de la tinta impresa produeix al filtrar-se des dels abocadors als aqüífers subterranis.

Inconvenients:
- Només representa les imatges en blanc i negre. Encara no s'han aconseguit pantalles en color.
- No tenen suficient velocitat per canviar d'una imatge a una altra per a reproduir vídeos o animacions amb massa qualitat.